# ساكن ربيز (لودر)

تعديل مصدري - تعديل

ساكن ربيز هي إحدى قرى عزلة زارة بمديرية لودر التابعة لمحافظة أبين، بلغ تعداد سكانها 99 نسمة حسب تعداد اليمن لعام 2004.